# Mellisa Marsala
Melissa Marsala é uma atriz estadunidense. Suas aparições mais notáveis foram em séries de sucesso, como The West Wing e Six Feet Under. Ela também apareceu em filmes como Mickey Blue Eyes, Bringing Out the Dead e White Oleander.

## Filmografia
- The Definite Maybe (1997) .... Liz
- Van Pires (1997) .... Rev
- Law & Order (2 Episódios,1997–1998) .... Marlene / Emily Bailey
  - "Thrill"
  - "Damaged"
- Locust Valley (1999) .... Sasha
- Mickey Blue Eyes (1999) .... Carla, Johnny's Girlfriend
- Bringing Out the Dead (1999) .... Bridge & Tunnel Girl
- Chicken Soup for the Soul (1 Episódio, 2000) ....
  - "Thinking of You; Mama's Soup Pot; the Letter"
- Angel (1 Episódio, 2000) .... Judy Kovacs
  - "Are You Now or Have You Ever Been"
- The King of Queens (1 Episódio, "Class Struggle", 2000) .... Kira
- Malcolm in the Middle (1 Episódio, 2000) .... Lorene
  - "Dinner Out"
- The Huntress (1 Episódio, 2001) .... Leslie O'Connor
  - "Family Therapy"
- The Sopranos (1 Episódio, 2001) .... Kelli Aprile
  - "Army of One"
- That's Life (1 Episódio, 2001) .... Marie Jackson
  - "M.Y.O.B."
- NYPD Blue (1 Episódio, 2002) .... Shelly Hertzner
  - "Here Comes the Son"
- White Oleander (2002) .... Julie
- New Suit (2002) ....
- Pledge of Allegiance (2003) .... Sophia Maldanado
- CSI: Crime Scene Investigation (1 Episódio, 2003) .... Serena Chase
  - "Random Acts of Violence"
- A Tale of Two Pizzas (2003) .... Denise
- The West Wing (6 Episódios, 2003–2004) ....
- House MD (1 Episódio, 2004) .... Judy Lupino
- Six Feet Under (8 Episódios, 2002–2005) .... Angelica
  - "In the Game"
  - "Death Works Overtime"
  - "Twilight"
  - "I'm Sorry, I'm Lost"
  - "Falling into Place"
  - "The Dare"
  - "Coming and Going"
  - "The Rainbow of Her Reasons"
- The Darkroom (2006) .... Drunk Girl
- The Red Veil (2006) .... Yasmine
- Company Man Filme de TV